# Aulai
Aulai (in greco antico: Αὐλαί?) era una città dell'antica Grecia ubicata in Caria.

## Storia
Si conosce attraverso delle testimonianze epigrafiche. Partecipò alla lega delio-attica poiché viene menzionata nel registro delle città tributarie di Atene tra gli anni 454 e  414 a.C. alla quale pagava un phoros di 500 dracme.
Viene inoltre menzionata in una lapide della Perea Rodia consistente in un decreto onorifico del  I secolo a.C. Si ritiene che Aulai debba essere localizzata nell'attuale città della Turchia di Orhaniye.